# Anna Zelenay
Anna Zelenay (ur. 3 marca 1925 w Łucku, zm. 18 września 1970 w Warszawie) – polska poetka.

## Życiorys
Urodziła się w Łucku jako Anna Martynowicz, tu spędziła dzieciństwo i młodość. Po zakończeniu II wojny światowej przeniosła się w 1946 do Kłodzka, gdzie ukończyła gimnazjum. Następnie podjęła studia polonistyczne na Uniwersytecie Wrocławskim, które przerywała ze względu na konieczność leczenia gruźlicy. W Zakopanem poznała poetę Tadeusza Zelenaya, za którego w 1950 wyszła za mąż. Dzięki niemu poznała wrocławskie środowisko kulturalne. Wtedy też dokonała adaptacji kilku powieści dla dzieci pisząc scenariusze sztuk teatralnych.
Od 1956 ponownie zamieszkała w Kłodzku. Działała w Towarzystwie Miłośników Ziemi Kłodzkiej i redagowała „Roczniki Ziemi Kłodzkiej”. Była instruktorem Powiatowego Domu Kultury. Razem z Janem Kulką w 1961 zainicjowała w mieście cykl imprez kulturalnych promujących poezję pod nazwą Kłodzkie Wiosny Poetyckie.
Od wczesnej młodości zmagała się z gruźlicą. Zmarła po operacji w warszawskim szpitalu 18 września 1970. Została pochowana na cmentarzu komunalnym w Kłodzku.

## Tomiki poetyckie
- Zielona hemoglobina, wyd. Ossolineum, Wrocław 1962.
- Próba powrotu, wyd. Czytelnik, Warszawa 1964.
- Dni darowane, wyd. Ossolineum, Wrocław 1966.
- Biała Krynica, wyd. Czytelnik, Warszawa 1967.
- Barometry na złą pogodę, wyd. Ossolineum, Wrocław 1970.
- Wiersze zebrane, wyd. Ossolineum, Wrocław 1975.

Źródło